# هیپوریستانول
هیپوریستانول (به انگلیسی: Hippuristanol) یک ترکیب شیمیایی با شناسه پاب‌کم ۵۲۰۵۶۳۷ است. و جرم مولی آن 462.66 g/mol می‌باشد. 